# Заврх (Ленарт)
Заврх (словен. Zavrh) — поселення в общині Ленарт, Подравський регіон‎, Словенія.